# أليس مور هابارد
أليس مور هابارد (بالإنجليزية: Alice Moore Hubbard) هي كاتِبة ومؤلفة أمريكية، ولدت في 7 يونيو 1861 في Wales, New York ‏ في الولايات المتحدة، وتوفيت في 7 مايو 1915 في المحيط الأطلسي.